# Enjoy the Silence
«Enjoy the Silence» (en español Disfruta el silencio) es el vigésimo cuarto sencillo del grupo inglés de música electrónica Depeche Mode, el segundo desprendido de su álbum Violator, publicado en 1990.
"Enjoy the Silence" es un tema compuesto por Martin Gore, se considera uno de los temas más exitosos de Depeche Mode y también, junto con Personal Jesus del mismo álbum, uno de los más conocidos. En 2004 tuvo una nueva mezcla para la colección Remixes 81··04.
Pitchfork Media clasificó a "Enjoy the Silence" en el puesto número 15 de su lista de los "200 mejores temas de los 90". Rolling Stone la incluyó en su lista de las "500 mejores canciones de todos los tiempos" en 2021 en el puesto 415.

## Descripción
"Enjoy the Silence" fue una canción compuesta, grabada y cantada por Martin Gore de manera acústica, sin embargo Alan Wilder encontró potencial en ella, por lo cual realizó una musicalización de base electrónica rítmica más sofisticada. Los otros miembros del grupo estuvieron satisfechos con el resultado; Gore agregó partes de guitarra y por último cedió las vocales a David Gahan, acompañándolo solo en los coros. "Enjoy the Silence" se convirtió, después del tratamiento de Wilder, en uno de los más emblemáticos temas de Depeche Mode hasta la fecha.
La versión original de "Enjoy the Silence" aparece en la edición limitada en 12 pulgadas del sencillo, así como en su reedición de 2004, interpretada por Martin Gore solo con armonio, subtitulada justamente Harmonium.
"Enjoy the Silence" sería uno de los temas más representativos no solo de aquel período de DM, sino de toda su trayectoria, quizá aún más que Personal Jesus y su diatriba sobre religión, pues no es un canto contestatario ni sugerente sino solo un himno a la música misma, sentado paradójicamente en una letra dedicada al silencio repitiendo en su coro “Todo lo que quiero, Todo lo que necesito, Está aquí en mis brazos, Las palabras son tan innecesarias, Ellas sólo pueden hacer daño”.
La melodía básica de sintetizador creada por Alan Wilder resulta más o menos similar a la de temas algo menos conocidos como el lado B But Not Tonight de 1986 y The Things You Said de 1987, planteando el efecto fantasmal de un sintetizador que simula perfectamente ser un coro femenino, y después se complementa hacia algo más solemne en la forma de la gran dedicatoria sonora que es al sonido mismo, pero sobre todo es un efecto armónico casi tétrico en su composición.
Esa melodía sintética de Alan Wilder es uno de los aspectos más célebres del tema, igual que la letra simplista pero tan enormemente significativa, pues Wilder supo darle un sonido más orgánico, aunque sea solo aparente, y dejó de tal modo una de sus más grandes aportaciones durante su estancia como miembro de DM.
La letra representa una gran paradoja al estar dedicada al silencio, pues en principio de estudio académico de la música se enseña que el intervalo entre nota y nota es el que realmente da la armonía; esto es, el Silencio, por lo cual se vuelve en verdadera poesía el sentido lírico del tema.
La canción concluye en el álbum con un muy paradójico sonido de teléfono, de los que aún se usaban en las casas en aquella época, el cual se sostiene bajando de volumen hasta desaparecer, punto en donde comienza una base electrónica un tanto siniestra con un acompañamiento de guitarra variante de la de Enjoy the Silence, el cual es conocido como Interlude #2 Crucified pues hacia su fin se escucha la voz casi totalmente distorsionada de Andrew Fletcher gritando “Crucified”.

## Lados B
Como lados B aparecen los temas instrumentales "Memphisto" y "Sibeling". El título "Sibeling" hace referencia al compositor finlandés de música clásica Jean Sibelius; mientras que "Memphisto" es según Gore el nombre de una película, imaginada por él, protagonizada por Elvis Presley como el diablo y el título es combinación de las palabras Memphis, de donde era oriundo Presley, y Mephisto, el diablo. "Memphisto" fue un tema producido solo por Depeche Mode.
La notación de sintetizador con que está creado es como la de "Enjoy the Silence", en que la notación simula ser voces femeninas o fantasmales.

## Formatos

### En disco de vinilo
7 pulgadas Mute Bong18  "Enjoy the Silence"
| Lado A |                     |          |  |
| N.º    | Título              | Duración |  |
| 1.     | «Enjoy the Silence» | 4:15     |  |

| Lado B |             |          |  |
| N.º    | Título      | Duración |  |
| 1.     | «Memphisto» | 4:05     |  |

12 pulgadas Mute Bong18  "Enjoy the Silence"
| Lado A |                                          |          |  |
| N.º    | Título                                   | Duración |  |
| 1.     | «Enjoy the Silence» (7” versión)         | 4:17     |  |
| 2.     | «Enjoy the Silence» (Hands and Feet Mix) | 6:41     |  |

| Lado B |                                    |          |  |
| N.º    | Título                             | Duración |  |
| 1.     | «Enjoy the Silence» (Ecstatic Dub) | 5:44     |  |
| 2.     | «Sibeling»                         | 3:11     |  |

12 pulgadas Sire/Reprise 0-21490  "Enjoy the Silence"
| Lado A |                                          |          |  |
| N.º    | Título                                   | Duración |  |
| 1.     | «Enjoy the Silence» (The Quad Final Mix) | 15:27    |  |
| 2.     | «Enjoy the Silence» (Ecstatic Dub)       | 5:54     |  |

| Lado B |                                          |          |  |
| N.º    | Título                                   | Duración |  |
| 1.     | «Enjoy the Silence» (Bass Line)          | 7:40     |  |
| 2.     | «Enjoy the Silence» (Hands and Feet Mix) | 7:20     |  |
| 3.     | «Memphisto»                              | 4:05     |  |

12 pulgadas Mute L12 Bong18  "Enjoy the Silence"
| Lado A |                                 |          |  |
| N.º    | Título                          | Duración |  |
| 1.     | «Enjoy the Silence» (Bass Line) | 7:40     |  |
| 2.     | «Enjoy the Silence» (Harmonium) | 2:41     |  |

| Lado B |                                         |          |  |
| N.º    | Título                                  | Duración |  |
| 1.     | «Enjoy the Silence» (Ricki Tik Tik Mix) | 5:27     |  |
| 2.     | «Memphisto»                             | 4:05     |  |

12 pulgadas Mute XL12 Bong18  "Enjoy the Silence"
| Lado A |                                          |          |  |
| N.º    | Título                                   | Duración |  |
| 1.     | «Enjoy the Silence» (The Quad Final Mix) | 15:27    |  |

### En CD
| CD Mute Bong18 "Enjoy the Silence" |                                          |          |  |
| N.º                                | Título                                   | Duración |  |
| 1.                                 | «Enjoy the Silence» (7” version)         | 4:17     |  |
| 2.                                 | «Enjoy the Silence» (Hands and Feet Mix) | 6:41     |  |
| 3.                                 | «Enjoy the Silence» (Ecstatic Dub)       | 5:45     |  |
| 4.                                 | «Sibeling»                               | 3:16     |  |

| CD Mute LCD Bong18 "Enjoy the Silence" |                                         |          |  |
| N.º                                    | Título                                  | Duración |  |
| 1.                                     | «Enjoy the Silence» (Bass Line)         | 7:42     |  |
| 2.                                     | «Enjoy the Silence» (Harmonium)         | 2:42     |  |
| 3.                                     | «Enjoy the Silence» (Ricki Tik Tik Mix) | 5:29     |  |
| 4.                                     | «Memphisto»                             | 4:01     |  |

Originalmente se publicó en CD de 3 pulgadas
| CD Sire/Reprise 9-21490-2 "Enjoy the Silence" |                                          |          |  |
| N.º                                           | Título                                   | Duración |  |
| 1.                                            | «Enjoy the Silence» (Single Mix)         | 4:17     |  |
| 2.                                            | «Enjoy the Silence» (Hands and Feet Mix) | 7:20     |  |
| 3.                                            | «Sibeling»                               | 3:19     |  |
| 4.                                            | «Enjoy the Silence» (Bass Line)          | 7:44     |  |
| 5.                                            | «Enjoy the Silence» (Ecstatic Dub)       | 5:56     |  |
| 6.                                            | «Memphisto»                              | 4:09     |  |
| 7.                                            | «Enjoy the Silence» (Ricki Tik Tik Mix)  | 5:29     |  |
| 8.                                            | «Enjoy the Silence» (Harmonium)          | 2:42     |  |

CD 2004
Realizado para la colección The Singles Boxes 1-6 de ese año.
| Mute CDBong18X "Enjoy the Silence" |                                          |          |  |
| N.º                                | Título                                   | Duración |  |
| 1.                                 | «Enjoy the Silence» (Single Mix)         | 4:18     |  |
| 2.                                 | «Memphisto»                              | 4:03     |  |
| 3.                                 | «Enjoy the Silence» (Hands and Feet Mix) | 6:41     |  |
| 4.                                 | «Enjoy the Silence» (Ecstatic Dub)       | 5:44     |  |
| 5.                                 | «Sibeling»                               | 3:18     |  |
| 6.                                 | «Enjoy the Silence» (Bass Line)          | 7:42     |  |
| 7.                                 | «Enjoy the Silence» (Harmonium)          | 2:43     |  |
| 8.                                 | «Enjoy the Silence» (Ricki Tik Tik Mix)  | 5:58     |  |
| 9.                                 | «Enjoy the Silence» (The Quad Final Mix) | 15:27    |  |

## Posicionamiento en listas
| Listas (1990)                         | Mejor posición |
| ------------------------------------- | -------------- |
| Alemania (Offizielle Deutsche Charts) | 2              |
| Austria (Ö3 Austria Top 40)           | 13             |
| Bélgica (Flandes) (Ultratop 50)       | 4              |
| Canadá (Top Singles RPM)              | 14             |
| Canadá (Dance RPM)                    | 5              |
| Dinamarca (Tracklisten)               | 1              |
| España (AFYVE)                        | 1              |
| Estados Unidos (Billboard Hot 100)    | 8              |
| Estados Unidos (Hot Dance Club Songs) | 6              |
| Estados Unidos (Alternative Airplay)  | 1              |
| Finlandia (OFC)                       | 2              |
| Francia (SNEP)                        | 9              |
| Irlanda (IRMA)                        | 3              |
| Italia (FIMI)                         | 5              |
| Nueva Zelanda (Recorded Music NZ)     | 40             |
| Países Bajos (Dutch Top 40)           | 5              |
| Reino Unido (UK Singles Chart)        | 6              |
| Suecia (Sverigetopplistan)            | 5              |
| Suiza (Schweizer Hitparade)           | 2              |

| Listas fin de año (1990)           | Posición |
| ---------------------------------- | -------- |
| Estados Unidos (Billboard Hot 100) | 66       |

## Enjoy the Silence·04
En 2004, el tema "Enjoy the Silence" se republicó como el cuadragésimo disco sencillo de Depeche Mode, someramente retitulado «Enjoy the Silence·04», desprendido esta vez de la colección de remezclas Remixes 81··04 de ese mismo año.
Es desde luego una remezcla realizada por Mike Shinoda, del grupo de nu metal Linkin Park. Junto con el lanzamiento del sencillo hubo además la posibilidad de descargar de Internet una serie de mezclas exclusivas en el microsite oficial de la colección, las cuales ahora están fuera de línea. Fue así, el primer sencillo de DM disponible como descarga digital de la red.
Fue el tercer sencillo de DM publicado por segunda ocasión, después de "Strangelove" que tras su publicación original en 1987 volviera a aparecer en 1988 en otra mezcla, "Everything Counts" que tiene una segunda publicación como el único sencillo en directo del grupo, y, de manera posterior, "Personal Jesus" del mismo álbum que fue publicado una segunda vez en 2011. Para "Enjoy the Silence" el título fue modificado, pues en portada textualmente aparece como "Enjoy the Silence·04".
Como lados B aparecieron sencillamente más remezclas de la colección.

### Formatos

#### En CD
| Mute CDBong34 "Enjoy the Silence·04" |                                                       |          |  |
| N.º                                  | Título                                                | Duración |  |
| 1.                                   | «Enjoy the Silence» (reinterpretada por Mike Shinoda) | 3:33     |  |
| 2.                                   | «Halo» (Goldfrapp Remix)                              | 4:23     |  |

| Mute LCDBong34 "Enjoy the Silence··04" |                                                |          |  |
| N.º                                    | Título                                         | Duración |  |
| 1.                                     | «Enjoy the Silence» (Timo Maas Extended Remix) | 8:43     |  |
| 2.                                     | «Enjoy the Silence» (Ewan Pearson Remix)       | 3:34     |  |
| 3.                                     | «Something to Do» (Black Strobe Remix)         | 7:11     |  |

| Mute XLCDBong34 "Enjoy the Silence····04" |                                                   |          |  |
| N.º                                       | Título                                            | Duración |  |
| 1.                                        | «Enjoy the Silence» (Richard X Extended Mix)      | 8:25     |  |
| 2.                                        | «Enjoy the Silence» (Ewan Pearson Extended Remix) | 8:39     |  |
| 3.                                        | «World in My Eyes» (Cicada Remix)                 | 6:20     |  |
| 4.                                        | «Mercy in You» (The BRAT Mix)                     | 7:04     |  |

| Promocional para radio Mute RCDBong34 "Enjoy the Silence·04" |                                                       |          |  |
| N.º                                                          | Título                                                | Duración |  |
| 1.                                                           | «Enjoy the Silence» (reinterpretada por Mike Shinoda) | 3:33     |  |
| 2.                                                           | «Enjoy the Silence» (Richard X Mix)                   | 3:32     |  |
| 3.                                                           | «Enjoy the Silence» (Ewan Pearson Remix)              | 3:34     |  |

| Reprise Records "Enjoy the Silence·04" |                                                       |          |  |
| N.º                                    | Título                                                | Duración |  |
| 1.                                     | «Enjoy the Silence» (reinterpretada por Mike Shinoda) | 3:32     |  |
| 2.                                     | «Enjoy the Silence» (Timo Maas Extended Remix)        | 8:42     |  |
| 3.                                     | «Enjoy the Silence» (Ewan Pearson Extended Remix)     | 8:39     |  |
| 4.                                     | «Enjoy the Silence» (Richard X Extended Remix)        | 8:22     |  |
| 5.                                     | «World in My Eyes» (Cicada Remix)                     | 6:18     |  |
| 6.                                     | «Something to Do» (Black Strobe Remix)                | 7:11     |  |

#### En disco de vinilo
12 pulgadas promocional PRO-A-101419-A "Enjoy the Silence" - Reinterpreted
| Lado 1 |                                      |          |  |
| N.º    | Título                               | Duración |  |
| 1.     | «Enjoy the Silence» (Reinterpretada) | 3:33     |  |
| 2.     | «Nothing» (Headcleanr Rock Mix)      | 3:31     |  |

| Lado 2 |                          |          |  |
| N.º    | Título                   | Duración |  |
| 1.     | «Halo» (Goldfrapp Remix) | 4:22     |  |

12 pulgadas promocional doble PRO-A-101430A "Enjoy the Silence"
Disco uno
| Lado A |                                                   |          |  |
| N.º    | Título                                            | Duración |  |
| 1.     | «Enjoy the Silence» (reinterpretada)              | 3:33     |  |
| 2.     | «Enjoy the Silence» (Ewan Pearson Extended Remix) | 8:39     |  |

| Lado B |                                              |          |  |
| N.º    | Título                                       | Duración |  |
| 1.     | «Enjoy the Silence» (Richard X Extended Mix) | 8:22     |  |

Disco dos
| Lado C |                                                |          |  |
| N.º    | Título                                         | Duración |  |
| 1.     | «Enjoy the Silence» (Timo Maas Extended Remix) | 8:42     |  |

| Lado D |                                        |          |  |
| N.º    | Título                                 | Duración |  |
| 1.     | «World in My Eyes» (Cicada Remix)      | 6:18     |  |
| 2.     | «Something to Do» (Black Strobe Remix) | 7:11     |  |

12 pulgadas promocional doble P12Bong34  "Enjoy the Silence···04"
Disco uno
| Lado A |                                                |          |  |
| N.º    | Título                                         | Duración |  |
| 1.     | «Enjoy the Silence» (Timo Maas Extended Remix) | 8:41     |  |

| Lado B |                                                   |          |  |
| N.º    | Título                                            | Duración |  |
| 1.     | «Enjoy the Silence» (Ewan Pearson Extended Remix) | 8:39     |  |

Disco dos
| Lado C |                                              |          |  |
| N.º    | Título                                       | Duración |  |
| 1.     | «Enjoy the Silence» (Richard X Extended Mix) | 8:22     |  |

| Lado D |                                                          |          |  |
| N.º    | Título                                                   | Duración |  |
| 1.     | «Enjoy the Silence» (Ewan Pearson Extended Instrumental) | 8:35     |  |

12 pulgadas Reprise Records 0-42757  Enjoy the Silence···04"
| Lado A |                                                |          |  |
| N.º    | Título                                         | Duración |  |
| 1.     | «Enjoy the Silence» (Timo Maas Extended Remix) | 8:42     |  |
| 2.     | «Enjoy the Silence» (Ewan Pearson Remix)       | 6:36     |  |

| Lado B |                                              |          |  |
| N.º    | Título                                       | Duración |  |
| 1.     | «Enjoy the Silence» (Richard X Extended Mix) | 8:22     |  |
| 2.     | «World in My Eyes» (Cicada Remix)            | 6:18     |  |

## Vídeos promocionales y proyecciones
Con dos vídeos promocionales, otro extra para una emisión televisiva, y cinco proyecciones para interpretaciones en concierto, "Enjoy the Silence" resulta ser el tema de DM al que se le han realizado más versiones visuales.
Vídeos promocionales
"Enjoy the Silence" fue dirigido por Anton Corbijn y es uno de los más conocidos vídeos de Depeche Mode. En él se muestra al cantante David Gahan ataviado como un rey, quien deambula por valles y montañas con una atemporal silla para playa, encontrando lugares donde sentarse a "Disfrutar el Silencio". En cada corte de escena se ve la rosa de la portada del álbum en efecto negativo pero en diferentes cromados. Después se intercalan imágenes en blanco y negro de los integrantes de DM en una habitación totalmente a oscuras simplemente posando, observando, caminando de frente a la cámara; incluso con una escena suelta de Gahan como rey sosteniendo una cartulina blanca sobre la cual está la rosa de la portada de Violator haciendo de algún modo este el tema epónimo del álbum. Por otro lado, en las únicas imágenes en color, las de Gahan vagando por diversos lugares, la película no se limpió, por lo cual resultan en tomas con una apariencia desgastada.
Curiosamente, solo en esta versión se adicionó una suave entrada electrónica, la cual en conciertos se reproduce en múltiples distintas formas. El vídeo se haría famoso por su manejo del claroscuro, la sutileza de sus imágenes y la sencillez del concepto como otros de Corbijn.
"Enjoy the Silence 04" fue dirigido por Uwe Flade, el primero que realizó para Depeche Mode, con un satisfactorio resultado, lo cual le permitió dirigir después los videos de "Precious" y de "A Pain That I'm Used To" en 2005. El video es en realidad una animación digital en la cual alcanzan a verse en unos monitores imágenes de Depeche Mode tocando "Enjoy the Silence" en vivo durante los conciertos recogidos en las películas Devotional, The Singles Tour (filmado por el canal norteamericano MTV y no disponible en ningún lamzamiento del grupo) y One Night in Paris. Esta segunda versión tiene una historia sobre una suerte de invasión en un edificio de oficinas por una plaga vegetal que culmina en rosas, hasta que por último en la azotea del edificio se forma la portada de Violator, manteniendo el motivo de la rosa del vídeo original de Corbijn. Este se incluye en la colección The Best of Depeche Mode Volume 1 de 2006.
El vídeo original de "Enjoy the Silence" se incluye en la colección Strange Too de 1990, así como en The Videos 86>98 de 1998 y en The Best of Depeche Mode Volume 1 de 2006 en su edición en DVD. Ambos vídeos de "Enjoy the Silence", el original de 1990 y la versión de 2004, se incluyen en Video Singles Collection de 2016.
Video en el WTC
Un video promocional para el programa televisivo Champs-Élysées con Michel Drucker, fue realizado por la televisión francesa el mismo 1990, el cual muestra a DM tocando el tema en el World Trade Center de Nueva York. Esta sigue siendo una versión audiovisual muy rara de la canción.
Proyecciones en concierto
Adicionalmente Corbijn realizó para la gira Devotional Tour una artística proyección de fondo, en la cual unas tupidas pinturas se desvanecían revelando a cada tiempo el rostro de cada uno de los integrantes. Para la gira Tour of the Universe Corbijn filmó una nueva proyección en la cual aparecieron tres astronautas tomando cada uno el lugar central en donde la esfera común a todas las proyecciones de esa gira sirvió como un amplificador de imagen mostrando que cada uno de los astronautas era uno de los integrantes de DM. Esencialmente dos proyecciones muy parecidas.
Para la gira Delta Machine Tour, Corbijn realizó una proyección en la que aparecen cinco chicas desnudas con el cuerpo completamente contorsionado, metidas en las formas piramidales que compusieron la pantalla de esa gira. Posteriormente, para la gira Global Spirit Tour, Corbijn realizó otra peculiar proyección en donde aparecían diferentes animales de granja, como cerdos, perros y borregos.

## En directo
"Enjoy the Silence" ha sido desde su introducción en 1990 de los únicos temas constantes en conciertos de DM, solo con "Never Let Me Down Again" y "Personal Jesus". Así, estuvo presente en el correspondiente World Violation Tour, y todos los siguientes, Devotional Tour y Exotic Tour, The Singles Tour, Exciter Tour, Touring the Angel, Tour of the Universe, Delta Machine Tour, Global Spirit Tour y Memento Mori World Tour.
Las variaciones para ejecutarla en el escenario en realidad han sido más bien pocas, en el propio World Violation Tour se presentó con elementos de su versión Bass Line Remix, aunque casi todas han tenido en común la introducción que aparece en su versión audiovisual, o una variante más larga y acompasada, haciendo en algunas ocasiones un inicio prolongado hasta que comienza la base electrónica principal. También, como con "Personal Jesus" se suele hacer un extendido cierre con nuevos solos de guitarra de Martin Gore, unos más rock, otros más pop, incluso en la gira The Singles Tour durante el cierre los tres integrantes de DM cantaban al término de cada tempo del cierre "Enjoy the Silence". Las interpretaciones desde 1993 comenzaron a hacerse en particular largas, de las más largas en cada concierto, en años recientes supera incluso los siete minutos dado los solos prolongados de guitarra y sintetizador que se hacen antes de la última estrofa, lo cual la volvió una de las funciones más emblemáticas de cada concierto y uno de los temas más largos de DM en concierto.
En cuanto la interpretación, fue de los primeros temas verdaderamente electroacústicos del repertorio de DM, y siempre se ejecuta igual, excepto que desde 1997 la percusión es de batería acústica por Christian Eigner contra el efecto sintético que se utilizaba en principio. La introducción empleada para el arreglo durante la gira Global Spirit Tour fue en una versión ampliada, con el efecto sintético sostenido por más tiempo pasando de manera más gradual a las primeras notas del tema, lo cual la hizo una función un tanto más prolongada.
En escenarios siempre se ha llevado a cabo con solo dos sintetizadores, pues uno es el que pone la melodía y efectos básicos, el segundo solo complementa, y el acompañamiento de la guitarra, la cual después de todo plantea una línea muy simple, repetida una y otra vez.

## Versión de Lacuna Coil
El grupo italiano Lacuna Coil grabó una versión de "Enjoy the Silence" incluida en su álbum Karmacode de 2006 e incluso la publicó como sencillo promocional del mismo. Esta versión fue incluida en la lista del New York Times de los 100 mejores covers de toda la historia, en el puesto 88.

| CD Century Media CM77661-0 Enjoy the Silence |                       |          |  |
| N.º                                          | Título                | Duración |  |
| 1.                                           | «Enjoy the Silence»   | 4:06     |  |
| 2.                                           | «Virtual Environment» | 5:22     |  |

| CD Maxisencillo Century Media 77546-8 Enjoy the Silence |                         |          |  |
| N.º                                                     | Título                  | Duración |  |
| 1.                                                      | «Enjoy the Silence»     | 4:08     |  |
| 2.                                                      | «To the Edge» (en vivo) | 3:28     |  |
| 3.                                                      | «Fragile» (en vivo)     | 4:40     |  |
| 4.                                                      | «vídeo entrevista»      |          |  |

## Versiones
- Mateo Bocca, cantante español, escribió y grabó una versión al español en 2011 en México, incluyéndose en su primer disco Maquetas Guardadas en un cajón de 2012
- Apoptygma Berzerk, grupo noruego de electro incluyó en su repertorio una versión de "Enjoy the Silence".
- Tori Amos interpretó y grabó una versión a piano de la canción.
- El conjunto Failure realizó una versión de la canción en 1997, poco tiempo antes de separarse.
- Entwine grabó en su álbum la canción "Enjoy the Silence" en versión rock gótico.
- El grupo de punk-rock californiano No Use For A Name grabó una versión de este tema.
- La banda británica Keane grabó un cover de la canción "Enjoy the Silence".
- Blindbullet realizó una versión Aggrometalera y la incluyó como bonus track en el álbum Exile.
- La banda cristiana norteamericana Anberlin grabó una versión del tema para el compilado Punk Goes '90 en 2006.
- La banda de punk argentina Smitten grabó su versión en el disco Rare Love Traxx en 2001.
- La banda de rock gótico, HIM, proveniente de Finlandia, lanzó este mismo sencillo en Greatest love songs vol.666
- El grupo chileno De saloon interpretó durante sus primeras presentaciones en vivo su propia versión de este tema y fue incluido en un disco en vivo que realizaron junto a Lucybell.
- Breaking Benjamin también la ha interpretado en vivo.
- El grupo No Code procedente de Jaén también homenajeó a Depeche Mode, versionando "Enjoy the Silence" en Nu Metal
- El grupo argentino de tango Tanghetto grabó una versión tanguera de "Enjoy the Silence" que fue publicada en el año 2005 en el disco Buenos Aires Remixed.
- El grupo de rock catalán Whiskyn's realizó una versión en catalán de "Enjoy the Silence" de título "Gaudeix del Silenci".
- El Grupo Español Niños Mutantes, hizo una versión en español, con el nombre "El Silencio", incluido en el álbum tributo de bandas españolas a Depeche Mode Devoción Por Las Masas.
- Nada Surf incluyó la versión de esta canción en el álbum If I Had a Hi-Fi del 2010.
- El músico experimentalista Eric Whitacre realizó su propia versión coral de "Enjoy the Silence".[30]
- En el año 2012, el grupo argentino Los Auténticos Decadentes grabó una versión de "Enjoy the Silence" para el álbum La 100 vivo! 2da edición.